# László Erdős
László Erdős (ur. 14 kwietnia 1966 w Budapeszcie) – węgiersko-niemiecki matematyk, od 2013 profesor Institute of Science and Technology Austria. Zajmuje się fizyką matematyczną, dynamiką kwantową, analizą stochastyczną i macierzami losowymi.

## Życiorys
W 1990 ukończył studia z matematyki na Uniwersytecie Loránda Eötvösa. Stopień doktora uzyskał w 1994 na Uniwersytecie Princeton, promotorem doktoratu był Elliott H. Lieb. Pracował w New York University, Georgia Institute of Technology i Uniwersytecie Ludwika i Maksymiliana w Monachium, a od 2013 jest profesorem Institute of Science and Technology Austria.
Swoje prace publikował m.in. w „Communications in Mathematical Physics”, „Journal of Statistical Physics”, „Probability Theory and Related Fields”, „Annals of Probability”,„Communications on Pure and Applied Mathematics”, „Duke Mathematical Journal” oraz najbardziej prestiżowych czasopismach matematycznych świata: „Annals of Mathematics”, „Journal of the American Mathematical Society”, „Acta Mathematica” i „Inventiones Mathematicae”. Redaktor m.in. „Communications in Mathematical Physics”, „Probability Theory and Related Fields” i „Journal of Functional Analysis”.
W 2014 roku wygłosił wykład sekcyjny na Międzynarodowym Kongresie Matematyków w Seulu. Był jednym z głównych prelegentów w 2008 na European Congress of Mathematics i w 2019 na konferencji Dynamics, Equations and Applications (DEA 2019), a w 2009 wygłosił wykład plenarny na International Congress of Mathematical Physics.
Laureat Leonard Eisenbud Prize for Mathematics and Physics z 2017, w 2013 zdobył prestiżowy ERC Advanced Grant. Członek Academia Europaea, członek korespondent Austriackiej Akademii Nauk i członek zagraniczny Węgierskiej Akademii Nauk.